# Nastri d'argento 2020
Els Nastri d'argento 2020 foren la 75a edició de l'entrega dels premis Nastro d'Argento (Cinta de plata) que va tenir lloc el 6 de juliol de 2020. La gala fou dedicada a Ennio Morricone, que havia mort el mateix dia. Degut a la pandèmia per COVID-19 la gala no es va celebrar al teatre grecoromà de Taormina sinó al MAXXI - Museo nazionale delle arti del XXI secolo, presentada per Anna Ferzetti i emesa en directe per Rai Movie. Les candidatures foren fetes públiques el 27 de maig de 2020.

## Guanyadors

### Millor pel·lícula
- Favolacce, dirigida per Damiano i Fabio D'Innocenzo[5]
- Gli anni più belli, dirigida per Gabriele Muccino
- Hammamet, dirigida per Gianni Amelio
- La dea fortuna, dirigida per Ferzan Ozpetek
- Pinocchio, dirigida per Matteo Garrone

### Millor director
- Matteo Garrone - Pinocchio
- Gianni Amelio - Hammamet
- Pupi Avati - Il signor Diavolo
- Cristina Comencini - Tornare
- Damiano i Fabio D'Innocenzo - Favolacce
- Pietro Marcello - Martin Eden
- Mario Martone - Il sindaco del rione Sanità
- Gabriele Muccino - Gli anni più belli
- Ferzan Ozpetek - La dea fortuna
- Gabriele Salvatores - Tutto il mio folle amore

### Millor director novell
- Marco D'Amore – L'immortale
- Stefano Cipani – Mio fratello rincorre i dinosaure
- Roberto De Feo – La maledicció de Lake Manor
- Ginevra Elkann – Magari
- Carlo Sironi – Sole
- Igort – 5 è il numero perfetto

### Millor pel·lícula de comèdia
- Figli, dirigida per Giuseppe Bonito
- Il primo Natale, dirigida per Salvo Ficarra i Valentino Picone
- Lontano lontano, dirigida per Gianni Di Gregorio
- Odio l'estate, dirigida per Massimo Venier
- Tolo Tolo, dirigida per Luca Medici

### Millor productor
- Agostino Saccà, Giuseppe Saccà, Maria Grazia Saccà, Rai Cinema i Vision Distribution - Favolacce i Hammamet
- Marco Belardi, Lotus Production i Paolo Del Brocco, Rai Cinema, 3 Marys Ent. - Gli anni più belli
- Attilio De Razza di Tramp Limited, Giampaolo Letta de Medusa Film - Il primo Natale
- Luca Barbareschi (Eliseo Cinema), Paolo Del Brocco (Rai Cinema) - L'ufficiale e la spia
- Matteo Garrone (Archimede Film), Paolo Del Brocco (Rai Cinema) - Pinocchio

### Millor argument
- Pupi Avati, Antonio Avati, Tommaso Avati - Il signor Diavolo
- Giulio Base - Bar Giuseppe
- Emanuela Rossi - Buio
- Daniele Costantini - Il grande salto
- Donato Carrisi - L'uomo del labirinto

### Millor guió
- Damiano e Fabio D'Innocenzo - Favolacce
- Mario Martone i Ippolita Di Majo - Il sindaco del rione Sanità
- Gianni Romoli, Silvia Ranfagni i Ferzan Ozpetek - La dea fortuna
- Pietro Marcello i Maurizio Braucci - Martin Eden
- Umberto Contarello i Sara Mosetti - Tutto il mio folle amore

### Millor actor protagonista
- Pierfrancesco Favino – Hammamet
- Stefano Accorsi i Edoardo Leo – La dea fortuna
- Luca Marinelli – Martin Eden
- Francesco Di Leva – Il sindaco del rione Sanità
- Kim Rossi Stuart – Gli anni più belli

### Millor actriu protagonista
- Jasmine Trinca – La dea fortuna
- Giovanna Mezzogiorno – Tornare
- Micaela Ramazzotti – Gli anni più belli
- Lunetta Savino – Rosa
- Lucia Sardo – Picciridda

### Millor actriu no protagonista
- Valeria Golino – 5 è il numero perfetto i Ritratto della giovane in fiamme
- Barbara Chichiarelli – Favolacce
- Matilde Gioli – Gli uomini d'oro
- Benedetta Porcaroli – 18 regali
- Alba Rohrwacher – Magari

### Millor actor no protagonista
- Roberto Benigni – Pinocchio
- Carlo Buccirosso – 5 è il numero perfetto
- Carlo Cecchi – Martin Eden
- Massimiliano Gallo i Roberto De Francesco – Il sindaco del rione Sanità
- Massimo Popolizio – Il primo Natale i Il ladro di giorni

### Millor actor en una pel·lícula de comèdia
- Valerio Mastandrea – Figli
- Luca Argentero – Brave ragazze
- Giorgio Colangeli – Lontano lontano
- Giampaolo Morelli – 7 ore per farti innamorare
- Gianmarco Tognazzi – Sono solo fantasmi

### Millor actriu en una pel·lícula de comèdia
- Paola Cortellesi – Figli
- Antonella Attili – Tolo Tolo
- Anna Foglietta – D.N.A. - Decisamente non adatti
- Lucia Mascino – Odio l'estate
- Serena Rossi – Brave ragazze i 7 ore per farti innamorare

### Millor fotografia
- Paolo Carnera – Favolacce
- Luan Amelio – Hammamet
- Daniele Ciprì – Il primo Natale
- Daria D'Antonio – Tornare i Il ladro di giorni
- Italo Petriccione – Tutto il mio folle amore

### Millor vestuari
- Massimo Cantini Parrini – Pinocchio i Favolacce
- Cristina Francioni – Il primo Natale
- Alessandro Lai – Tornare
- Andrea Cavalletto – Martin Eden
- Nicoletta Taranta – 5 è il numero perfetto

### Millor escenografia
- Dimitri Capuani – Pinocchio
- Emita Frigato i Paola Peraro - Favolacce
- Giuliano Pannuti – Il signor Diavolo
- Luca Servino – Martin Eden
- Tonino Zera – L'uomo del labirinto

### Millor muntatge
- Marco Spoletini – Pinocchio i Villetta con ospiti
- Esmeralda Calabria – Favolacce
- Jacopo Quadri – Il sindaco del rione Sanità
- Patrizio Marone – L'immortale
- Claudio Di Mauro – Gli anni più belli i 18 regali

### Millor so en directe
- Maricetta Lombardo – Pinocchio
- Maurizio Argentieri – Il sindaco del rione Sanità i Tornare
- Gianluca Costamagna – L'immortale
- Denny De Angelis – Martin Eden
- Gilberto Martinelli – Tutto il mio folle amore

### Millor banda sonora
- Brunori Sas – Odio l'estate (ex aequo)
- Pasquale Catalano – La dea fortuna (ex aequo)
- Dario Marianelli – Pinocchio
- Mauro Pagani – Tutto il mio folle amore
- Nicola Piovani – Gli anni più belli

### Millor cançó
- Che vita meravigliosa – Lletra, música, interpretació de Diodato – La dea fortuna
- Gli anni più belli – Lletra, música, interpretació de Claudio Baglioni – Gli anni più belli
- Il ladro di giorni – Lletra i música de Alessandro Nelson Garofalo, interpretaciço de Nero Nelson i Claudio Gnut – Il ladro di giorni
- Rione Sanità – Lletra, música, interpretació de Ralph P. – Il sindaco del rione Sanità
- Un errore di distrazione – Lletra, música, interpretació de Brunori Sas – L'ospite
- We Come From Napoli – Lletra i interpretació de Liberato – Ultras

### Premis especials

#### PremiNino Manfredi
- Claudio Santamaria per Tutto il mio folle amore i Gli anni più belli

#### Nastro d'argento a la carrera
- Toni Servillo[6]

#### Nastro europeo
- Pedro Almodóvar per Dolor y gloria[7]

#### Nastro d'oro
- Vittorio Storaro

#### Millor director de càsting
- Davide Zurolo - L'immortale
- Stefania De Santis - Martin Eden
- Gabriella Giannattasio e Davide Zurolo - Favolacce
- Laura Muccino e Francesco Vedovati - Gli anni più belli
- Pino Pellegrino - La dea fortuna

#### Premi especial
- Lorenzo Mattotti per La famosa invasione degli orsi in Sicilia

#### Nastro de la legalita
- Aspromonte - La terra degli ultimi de Mimmo Calopresti

#### Premi Guglielmo Biraghi
- Giulio Pranno per Tutto il mio folle amore
  - Menció especial a Federico Ielapi per Pinocchio

#### Premio Graziella Bonacchi
- Barbara Chichiarelli

#### SIAE Nastri d'Argento
- Emanuela Rossi pel guió de Buio

#### Nuovo Imaie-Nastri d'Argento al doblatge
- Stefano De Sando – Robert De Niro a The Irishman
- Claudia Catani – Angelina Jolie a Maleficent: Mistress of Evil
- Emanuela Rossi – Michelle Pfeiffer a Maleficent: Mistress of Evil

#### El "cameo" de l'any
- Barbara Alberti a La dea fortuna